# Zuidelijke Slaven

landen met een Zuid-Slavische meerderheid
landen met een West-Slavische meerderheid
landen met een Oost-Slavische meerderheid

Onder de Zuidelijke Slaven verstaat men die Slavische volkeren die in grote lijnen ten zuiden van de Donau, dat wil zeggen op het Balkanschiereiland, het zuiden van de Pannonische vlakte en de oostelijke Alpen wonen. Ze worden van de Westelijke en Oostelijke Slaven gescheiden door de gebieden van de Hongaren en Roemenen.
Ze omvatten de huidige volkeren der Bosniakken, Bulgaren, Kroaten, Macedoniërs, Montenegrijnen, Serviërs en Slovenen en vormen de meerderheid in Bulgarije, Bosnië en Herzegovina, Kroatië, Noord-Macedonië, Montenegro, Servië en Slovenië.
Hun talen vormen de groep der Zuid-Slavische talen.

## Geschiedenis

### Vroege Slaven
Over de Slaven van vóór de 5e eeuw is weinig bekend. Hun oorsprong wordt gezocht in de bossteppe van noordwestelijk Oekraïne en de aansluitende gebieden van Wit-Rusland en Polen.
Na de 6e eeuw is hun geschiedenis vooral bekend uit Byzantijnse bronnen.
In zijn werk De Bellis beschrijft Procopius de Sclavini als ongewoon groot en sterk, met rossig blond haar en een gebronsde huid. Ze hadden een eenvoudige en ruwe levenswijze, leefden in hutten en veranderden vaak van woonplaats. Ze werden niet door een enkele vorst geregeerd, maar leefden voor lange tijd in een "democratie". In de Strategikon van Mauricius worden de Slaven beschreven als talrijk maar zonder leiders, levend in de bossen, bij rivieren en moerassen.
Mede als gevolg van de Grote Volksverhuizing begonnen vanaf de 5e eeuw de Slavische volkeren zich over grote delen van Midden- en Oost-Europa te verspreiden.

### De Balkan voor de aankomst van de Slaven
Voor de Romeinse heerschappij leefden er meerdere volkeren op de Balkan. In het zuiden woonden de Grieken, in het noordwesten de Illyriërs, in het huidige Bulgarije de Thraciërs en ten noorden van hen de Daciërs tot in het huidige Roemenië.
De Romeinse invloed was in het begin beperkt tot de steden, met name aan de Dalmatische kust en langs de Donau. In deze steden en het nabije platteland vestigden zich Romeinse burgers vanuit het hele rijk.
Na de val van het Romeinse Rijk en de voortdurende barbaarse invallen daalde het bevolkingsaantal en de welvaart van de Balkan. Met name de autochtone plattelandsbevolking nam sterk af. De voor-Slavische bevolking zocht schuil in de versterkte steden of vluchtte naar afgelegen bergen en bosgebieden.
Of er ten tijde van de Slavische invallen nog veel over was van de oorspronkelijke Thracische en Illyrische culturen is onduidelijk, ook vanwege de sterke Griekse en Romeinse invloed. Zeker is dat de vermelding van de Thracische en Illyrische identiteiten hierna uit de geschiedsschrijving verdween.
De grotere steden konden zich ook tijdens deze slechte tijden handhaven. De Slaven vestigden zich na hun aankomst op de Balkan in het platteland langs de grote verbindingswegen, de overwonnen autochtonen in hun rangen opnemend. De steden konden zij niet veroveren.
Bewijzen voor een samenleven van autochtone en nieuwe elementen vindt men bij de Ipotești-Cândeșticultuur. Hier vindt men een continuïteit met de Slavische Penkivkacultuur vermengd met Dacisch-Getische, Dacisch-Romeinse en Byzantijnse elementen binnen eenzelfde nederzetting.
De nakomelingen van de autochtone bevolking werden grotendeels door de Slavische cultuur geassimileerd. Een uitzondering vormt Griekenland, waar de Slavische migranten uiteindelijk werden gehelleniseerd.
De Romaanstalige bevolking van de steden langs de Dalmatische kust kon haar taal en cultuur nog lange tijd handhaven, tot in de latere Middeleeuwen. De geromaniseerde Daciërs in Walachije behielden hun taal en cultuur, en na eeuwen van vreedzame samenleven versmolten zij met de plaatselijke Slaven tot de huidige Roemenen.

### Anten en Slaven
Byzantijnse bronnen spreken over een tweetal volkeren, de Antes en de Sclaveni, welke aan de benedenloop van de Donau woonden. De oorsprong van de Antes is niet zeker, maar zij bestonden waarschijnlijk uit een Sarmatische elite die over Slavische landbouwers heerste. Deze voerden vanaf de jaren 520 regelmatig rooftochten in het Byzantijnse Rijk uit, plunderden, stalen vee, namen gevangenen en veroverden vestingen. In tijden waarin de militaire macht van het Byzantijnse Rijk in beslag werd genomen door het verdedigen van haar oostelijke gebieden voor de Arabieren, Perzen en Turken konden relatief kleinschalige Slavische invallen aanmerkelijke schade veroorzaken. De grotere verdedigde steden konden zij echter niet veroveren.

### Avaren
Grootschalige Slavische vestiging in de Balkan begon vanaf omstreeks 580. In die tijd was Byzantium in beslag genomen door de Byzantijns-Sassanidische oorlog. Menander Protector schrijft, waarschijnlijk enigszins overdreven, over 100.000 Slaven die Thracië en Illyrië binnenvielen, steden veroverden en zich daar vestigden. Deze grootschalige volksbewegingen werden in gang gezet door de aankomst in 550 van de nomadische Avaren uit het oosten.
De Avaren vestigden zich in de Pannonische vlakte, waar zij het koninkrijk van de Gepiden versloegen en de Longobarden naar Italië verdreven. Ze onderwierpen de vele kleine Slavische stammen en brachten een groot aantal van hen in Pannonië als voetsoldaten. Andere Slavische stammen vluchtten voor de Avaren naar het Byzantijnse Rijk. De jaren 581-584 worden gezien als het begin van grootschalige Slavische vestiging in de Balkan.
In 591 eindigde de oorlog met de Sassaniden en keizer Mauricius poogde de noordelijke grens te herstellen, waar hij deels in slaagde. Een volledige onderwerping van de Avaren was echter niet mogelijk, en na zijn dood in 602 brak weer oorlog uit met de Sassaniden en de noordelijke grens verviel weer.
Na een onsuccesvolle belegering van Constantinopel in 626 ging het achteruit met de militaire macht van de Avaren. In het oosten hadden zij met de groeiende macht der Bulgaren te maken en hun machtsgebied verkleinde zich tot het Pannonische bekken. Archeologische vondsten laten daar een mengeling van Slavische, Avaarse en Gepidische elementen zien.
In 804 doofde het Avaarse Rijk uit en werd het onder Karel de Grote en de Bulgaarse kan Kroem verdeeld, met de Donau als grens.

### Bulgaren
Na de val van het Groot-Bulgaarse Rijk trokken de Bulgaren onder leiding van Asparoech in 680 naar Scythia Minor. De Byzantijnen werden in de Slag bij Ongal verslagen en moesten in 631 de zelfstandigheid van het Eerste Bulgaarse Rijk erkennen.
Tegen het midden van de 9e eeuw reikte de Bulgaarse macht over een groot deel van de Slavische bevolking van de Balkan. Nadat kan Omoertag (814–831) het zelfbestuur van de Slavische stammen inperkte kwamen enige van hen in opstand, werden echter snel neergeslagen.
Na de kerstening van Bulgarije, beginnend onder Boris I in 864 en de invoering van het Glagolitisch en Cyrillisch alfabet, assimileerden de Bulgaren met de Slavische bevolking.
In 927 moest Byzantium de Bulgaarse heersers als keizer (tsar) en het patriarchaat van de Bulgaars-Orthodoxe Kerk erkennen. Bulgarije werd het centrum van de Slavische orthodoxe wereld.
Na de vernietiging van het Eerste Bulgaarse Rijk door keizer Basilius II in 1018 kwam het land weer onder Byzantijnse heerschappij. In 1185 maakte het Tweede Bulgaarse Rijk zich zelfstandig, welke duurde tot de Ottomaanse verovering in 1396.

### Samo en het Groot-Moravische Rijk
Na de opstand van de Slavische stammen tegen de Avaren slaagde Samo, een Frankische koopman in bont en slaven, erin om Bohemen, Moravië, Neder-Oostenrijk en Karinthië aan zich te onderwerpen. Na Samo's dood in 660 wordt het rijk niet meer vermeld. Archeologische vondsten tonen echter een continuiteit in het gebied, welke wijst op een zich voortzettende stabiele heerschappij. Na omstreeks 833 bevindt zich in dit gebied het Groot-Moravische Rijk, dat daarom gezien kan worden als een rechtstreekse voortzetting van het rijk van Samo.
Onder leiding van Árpád veroverden de Hongaren in 895-900 de Pannonische Vlakte. Het Moravische Rijk viel uiteen en de lokale, merendeels Slavische bevolking, ging grotendeels in het Hongaarse volk op. Met name in het noorden (Slowaken) en het zuidwesten (Slovenen) van het Hongaarse rijk hielden de Slavische taal en cultuur nog stand, de continuiteit tussen de westelijke en zuidelijke Slaven was echter doorbroken.

### Kroaten en Serben
De oorsprong van de Kroaten voor de grote volksverhuizing der Slaven is onzeker. Er is een theorie dat zij oorspronkelijk een Sarmatische stam waren. Deze Chorvaten werden de heersende klasse van Slavische volkeren in Galicië en vestigden zich in Zuid-Polen. De Chorvaten werden, samen met de mogelijk eveneens onder Sarmatische leiding staande Serboi, in 622-23 door keizer Herakleios uitgenodigd zich in Illyrië te vestigen en de noordelijke grens te verdedigen. Een aantal Serboi blijft echter in het noorden, als voorouders van de huidige Sorben.
In eerste instantie vielen de Kroaten onder de heerschappij van de Byzantijnen en later de Franken, maar in 925 werd Kroatië onder leiding van koning Tomislav een sterk onafhankelijk land. In 1102 eindigde een decennialange Kroatische dynastieke strijd met de acceptatie van de Hongaarse macht.
Evenals de Kroaten ten noorden van de Karpaten afkomstig, vestigden de Serben zich uitgenodigd door Herakleios in het gebied van het huidige Servië, Montenegro en Bosnië-Herzegovina. Hier verdedigden zij als Byzantijnse vazallen de noordelijke grens. Onder Višeslav (r. 768-814) verkregen zij een grotere autonomie, uiteindelijk leidend tot volledige onafhankelijkheid onder Vlastimir (836-850).
In de 14e eeuw werd het Keizerrijk Servië onder Stefan Dušan de belangrijkste macht op de Balkan. Na de Slag op het Merelveld verloor Servië haar macht aan de Ottomanen.

### Bosnië

Territoriale ontwikkeling van Bosnië van de 12e tot 14e eeuw

Met de invallen van de Avaren begonnen Slavische stammen zich ook in het gebied van het huidige Bosnië te vestigen. Byzantië was steeds minder in staat haar macht in het onherbergzame gebied te handhaven.
De kerstening vond sinds de 9e eeuw hoofdzakelijk vanuit de Dalmatische kust plaats, waar in 990 het rooms-katholieke Bisdom Ragusa (Dubrovnik) opgericht werd. Hoewel Bosnië hier nominaal ook onder viel, was de autoriteit van Rome gering. Naast de rooms-katholieke kerk bleef ook een Bosnische kerk met slavische liturgie bestaan, onafhankelijk van zowel Rome als Byzantium. Er ontwikkelde zich een eigen variant van het Cyrillisch alfabet, het Bosančica.
Door Rome werd de Bosnische kerk beschuldigd van ketterij en beïnvloeding door de Bogomielen, een in de 10e eeuw in Bulgarije opgekomen sekte met manicheïstische trekken. In de relatieve isolatie van Bosnië kon deze nog tot de Ottomaanse invasie van de 16e eeuw voortbestaan.
Aan het einde van de 11e eeuw viel Bosnië onder het Servische vorstendom Duklja. In 1154 vestigde Hongarije het Banaat Bosnië, welke echter in hoge mate onafhankelijk bleef. Ban Kulin (r. 1180–1204), hoewel nominaal nog steeds een onderdaan van Hongarije, was als eerste Bosnische heerser de facto soeverein. Om Rome gerust te stellen organiseerde Kulin een bijeenkomst van plaatselijke kerkleiders welke het primaat van Rome erkenden.
In 1221 riep paus Honorius III op tot kruistochten tegen de "Bosnische ketters". Na aandringen van Rome besloot Hongarije van 1235-1241 tot een Bosnische kruistocht, welke echter weinig succesvol was.
Nadat Stjepan II Kotromanić in 1322 ban werd annexeerde deze gebieden in het noorden en westen, Zahumlje en delen van Dalmatië. Hij werd opgevolgd door zijn neef Tvrtko. Op 26 oktober 1377 kroonde Tvrtko zichzelf tot koning van "Servië, Bosnië, Pomorje en de Westelijke Landen". Na zijn dood begon echter een lange periode van neergang. De Ottomaanse verovering van de Balkan was al begonnen en in 1463 hield het koninkrijk Bosnië op te bestaan.

### Ottomaanse tijd
Met de afnemende macht van het Byzantijnse Rijk namen de mogelijkheden voor het groeiende Turkse Rijk toe. In 1387 veroverden de Ottomanen Thessaloniki op Venetië. Met de nederlaag bij de Slag op het Merelveld (1389) verloor Servië haar macht in het gebied. De Servische vorst Stefan Lazarević werd een vazal van het Ottomaanse Rijk. Ook de Slag bij Nicopolis (1396) kon de Ottomaanse opmars niet tegenhouden en leidde het einde van het Tweede Bulgaarse Rijk in.

### Joegoslavië
In de nasleep van de ontmanteling van Oostenrijk-Hongarije na de Eerste Wereldoorlog werd in 1918 door samengaan van het koninkrijk Servië enerzijds en de Staat van Slovenen, Kroaten en Serven anderzijds het Koninkrijk der Serviërs, Kroaten en Slovenen gevormd, met de Serviër Peter I als koning.
Op 3 oktober 1929 werd de landsnaam gewijzigd in Joegoslavië (= Zuid-Slavië) en verdwenen alle verwijzingen naar de volkeren, die deel uitmaakten van het land. De verschillende gebieden werden voortaan naar rivieren vernoemd.

## Huidige Zuidelijke Slaven
De belangrijkste Zuid-Slavische volkeren zijn (2001):
- Serviërs: 10-10,5 miljoen
- Bulgaren: 10 miljoen
- Kroaten: 9-10 miljoen
- Bosniakken: 3,5 miljoen
- Slovenen: 2,5 miljoen
- Macedoniërs: 2,2 miljoen
- Montenegrijnen: 350.000-400.000

Samen met een aantal kleinere groepen vormen deze een totaal van 35 tot 38 miljoen.
In zeven landen vormen Zuidelijke Slaven een meerderheid:
- Bulgarije: 85% Bulgaren
- Servië: 83% Serviërs, 2% Bosniakken, 0,8% Kroaten, 0,5% Montenegrijnen
- Kroatië: 90% Kroaten, 4% Serviërs, 0,7% Bosniakken
- Bosnië en Herzegovina: 50,1% Bosniakken, 30,8% Serviërs, 15,4% Kroaten
- Noord-Macedonië: 64% etnische Macedoniërs, 2% Serviërs, 1% Bosniakken
- Slovenië: 83% Slovenen, 2% Serviërs, 2% Kroaten, 1% Bosniakken
- Montenegro: 45% Montenegrijnen, 29% Serviërs, 13% Bosniakken en etnische Moslims, 0,9% Kroaten

Daarnaast leven er Zuid-Slavische minderheden in de volgende buurlanden:
- Albanië: Bulgaren, Macedoniërs, Serviërs, Montenegrijnen
- Oostenrijk: Kroaten, Slovenen
- Griekenland: Slavische bewoners van Grieks Macedonië, Pomaken
- Hongarije: Kroaten, Serviërs, Slovenen, Bulgaren
- Italië: Slovenen, Kroaten
- Roemenië: Kroaten, Bulgaren, Serviërs, Macedoniërs
- Turkije: Bulgaren, Bosniakken, Macedoniërs
- Kosovo: Albanees, Servisch

### Godsdienst
De meeste huidige Zuidelijke Slaven zijn oosters-orthodox (Bulgaren, Macedoniërs, Serviërs en Montenegrijnen), de meeste Slovenen en Kroaten echter rooms-katholiek. De Bosniakken en een aantal kleinere etnische groepen zoals de Gorani, Pomaken en Torbeši zijn moslims. Daarnaast zijn er atheïstische, agnostische en andere niet-godsdienstige Zuid-Slaven.

### Talen
In de 9e eeuw vormden alle Slavische dialecten nog een dialectcontinuüm dat verbroken werd door de komst van de Hongaren aan de Midden-Donau.
Ook de huidige Zuid-Slavische talen vormen een dialectcontinuüm, geografisch verdeeld in twee groepen: oostelijk (Bulgaars en Macedonisch) en westelijk (Sloveens, Kroatisch, Bosnisch, Servisch, Montenegrijns). Het Torlakkisch in het zuiden van Servië wordt gezien als een overgangsdialect.
Naast de officiële standaardtalen Bosnisch, Bulgaars, Kroatisch, Macedonisch, Montenegrijns, Servisch en Sloveens zijn er meerdere lokale talen zoals het Boenjewats.